# Küntché Gyalpo tantra
Le Küntché Gyalpo tantra ou Kulayarāja Tantra (le tantra du Roi qui crée toutes choses) est un tantra fondamental du Dzogchen Semde (en), la Section de l'esprit du Dzogchen.
Il expose les points fondamentaux de la doctrine du Dzogchen.
Le texte se place très clairement au-delà du Mahayana et du Vajrayana. Il est dit par exemple dans le tantra :

« Quant à ceux qui donnent ainsi dans la méprise de l'obtention et de l'effort, 

Puisqu'ils vont à l'encontre de la Réalité qui est au-delà des causes et des effets, 

Ils ne rencontreront pas le délice du non-agir ;
Tombés ainsi sous l'empire de la maladie de laborieuse obtention, cette méprise, 

Ils sont inaptes, de ce fait, à la Grande Complétude [le Dzogchen] qui transcende la causalité ;

Elle n'est point à leur portée, 

Qu'ils se consacrent donc à la religion des causes et des effets !
 »

Il s'agit ici d'une vraie profession de foi du Dzogchen qui part de la vue directe de l'Intelligence primordiale qui est à l'origine de tout, Rigpa, le sens le plus élevé de la Jñāna. Cette nature ultime de l'esprit est présentée à l'étudiant par le maître lors de l'introduction à la nature de l'esprit,.
Le pratiquant doit ensuite la reconnaître et la stabiliser. Il n'y a aucune pratique fondée sur la « cause et l'effet  ».
Philippe Cornu explique :

« Alors que tous les [autres] véhicules, y compris les tantras supérieurs, s'appuient sur l'esprit conceptuel, le Dzogchen seul s'appuie sur la relation directe de la sagesse primordiale de rigpa, d'où ce langage absolu. Rigpa est ici Küntché Gyalpo,  « le Roi qui crée tout ». »

Dans le tantra, la sagesse primordiale s'exprime à la première personne. Elle dit par exemple :

« Esprit d'Éveil qui crée tout, 

je suis l'origine de tous les phénomènes ; 

leur mode d'apparition est mon essence ; 

la manière dont ils surgissent est mon prodige magique ; 

tous les sons et les mots qui surgissent ainsi sont l'expression de mon contenu en sons et en mots. 

Les corps des Bouddhas, leurs sagesses et leurs qualités, 

le corps des êtres sensibles et leurs tendances karmiques, etc., 

la totalité de l'existence apparente, le monde des êtres réunis, 

sont depuis toujours l'essence de l'esprit d'Éveil
. »